# Bernhard Joseph Kripp
Bernhard Joseph Kripp zu Prunberg und Krippach (* 11. November 1896 in Innsbruck, Österreich-Ungarn; † 20. April 1980 in Meran) war ein österreichischer Botschafter.

## Leben
Joseph Kripp war ein Sohn des Sigismund von Kripp und war 1919 vom Adelsaufhebungsgesetz betroffen. Er besuchte die Konsularakademie in Wien, trat 1921 in den auswärtigen Dienst und wurde als Attaché in Paris, in Zürich, Prag und Budapest beschäftigt. Mit dem Anschluss Österreichs 1938 wurde das Gesetz zur Wiederherstellung des Berufsbeamtentums auch dort angewandt und Kripp in den Ruhestand versetzt.
Von 1945 bis 1946 war er Legationsrat, Ende 1946 wurde er nach Prag gesandt, 1947 wurde er im Bundeskanzleramt beschäftigt. Von 1949 bis 1951 war er Botschafter in Santiago de Chile und bei den Regierungen von Peru, Bolivien und Ecuador akkreditiert.
Von 30. April 1952 bis 1961 war er Botschafter beim Heiligen Stuhl.
| Vorgänger        | Amt                                                                      | Nachfolger      |
| ---------------- | ------------------------------------------------------------------------ | --------------- |
| Hugo S.V. Becker | österreichischer Botschafter in Santiago de Chile 1949 bis 1951          | Carl Hudeczek   |
| Rudolf Kohlruss  | österreichischer Botschafter beim Heiligen Stuhl 30. April 1952 bis 1961 | Johannes Coreth |